# Айше-султан (дочь Абдул-Хамида II)
Хамиде́ Айше́-султа́н (тур. Hamide Ayşe Sultan), также Айше́-султа́н (тур. Ayşe Sultan); после 1952 года — Айше́ Османоглу́ (тур. Ayşe Osmanoğlu; 31 октября/1 ноября 1887, Стамбул — 10 августа 1960, там же) — шестая дочь османского султана Абдул-Хамида II от его главной икбал Мюшфики Ханым-эфенди; автор мемуаров «Мой отец — султан Абдулхамид».

## Биография

### Происхождение
Турецкий историк Недждет Сакаоглу, ссылаясь на османиста Энтони Олдерсона, указывает датой рождения Айше-султан 1 ноября 1887 года, однако сама Айше указывала своей датой рождения 31 октября 1887 года. Она появилась на свет во дворце Йылдыз в Стамбуле в семье османского султана Абдул-Хамида II и его главной икбал — черкешенки Мюшфики Ханым-эфенди. Айше была единственным общим ребёнком своих родителей, однако у неё было 16 братьев и сестёр от других браков отца.
Абдул-Хамид был очень рад рождению девочки и подарил драгоценную брошь Филюрье-калфе, принесшей весть о рождении дочери, и 300 лир Эбезаде Камиле-ханым, бывшей акушеркой при рождении Айше. Кроме того, дары были посланы и доктору Триандафилидису, специалисту по женским заболеваниям того времени, который осматривал мать девочки каждую неделю во время беременности. Айше-султан родилась крепким, здоровым ребёнком, весом в 3,5 кг. Ещё до рождения дочери Абдул-Хамид решил назвать ребёнка Айше, если это будет девочка, и Муса, если мальчик. Через два дня после рождения Айше была проведена церемония наречения. По традиции на рождение султанши были написаны касыды, красиво оформлены и презентованы дворцу.

### Ранние годы

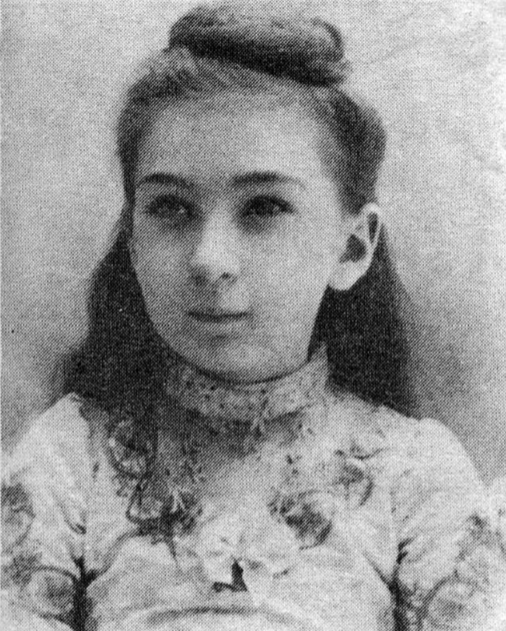
Айше в возрасте 12 лет

Айше-султан, как и другие султанши и шехзаде, получила дворцовое образование. В своих мемуарах она рассказывает о детстве, начиная с рождения, как об атмосфере, идеально способствующей развитию: в младенчестве Дилесрар-калфа была «старшей сестрой», невольницы Нилифелек и Раксыдиль — нянями, Первин-ханым — кормилицей, врач Триандафилидис следил за уходом, мусахиб Саид-эфенди — лалой. Гаремные аги носили серебряный чемоданчик, в котором находилась серебряная бутылочка и зонтик. В 4-5 лет, чтобы Айше-султан и её одногодка Шадие-султан не росли без друзей, им нашли одногодок среди невольниц. Благодаря этому девочки получили возможность играть музыкальными игрушками в игровой комнате дворца Йылдыз. У Айше-султан был попугай в клетке, красавица-кошка, в саду гарема жили различные певчие птицы. Сады дворца Йылдыз, по которым она гуляла в сопровождении няни и лалы, напоминали зоопарки. В бассейнах плавали лебеди и щуки.
Когда семья Абдул-Хамида переехала в законченный Йеникёшк, Айше-султан и Шадие-султан достигли школьного возраста. В малом секретариате султана для них выделили покои, которые превратили в школьный класс и оснастили разноцветными сияющими рахле (подставками для Корана), подушками, письменными наборами и книгами. Учителями были назначены тайный писарь Хасиб-эфенди и личный шифрописарь Камиль-эфенди. В программе обучения был Коран, арабский, фарси, чтение и письмо по-турецки, основы истории Османского государства, арифметика и география. Была проведена традиционная церемония «Бед-и Бесмеле», ознаменовавшая начало обучения. В гареме Кевсер-калфа стала учителем «по заучиванию наизусть». Сёстры с удовольствием учились, к программе добавились уроки игры на фортепиано и живописи. В гареме Зюльфет-калфа, в классе Гуателли-паша и Франсуа Ломбардини, а также Дюрриекта-калфа продолжали давать уроки игры на фортепиано двум султаншам, которых считали довольно талантливыми. Айше-султан «импровизировала, совершенно не следуя нотам и не придавая им значения». Она разучила марш отца «Хамидие» и несколько оперных партий. Однажды был устроен концерт для родителей Айше, но выступление султанши провалилось, поскольку Айше-султан не выучила ноты и расплакалась. Тем не менее, она стала автором нескольких маршей и колыбельной. Придворный художник Шекер Ахмед-паша давал уроки живописи султаншам и шехзаде, эти уроки посещала и Айше-султан.
Как и другие её сёстры, кузины или старшие женщины, Айше-султан в 11 лет надела ферадже (длинное свободное платье, скрывающее контуры тела) и яшмак (платок, который повязывали на лицо специальным образом, оставляя только глаза). Но это была скорее традиционная «образцово-показательная» одежда; в действительности, в отрочестве и юности в повседневной жизни она носила современные туалеты, в которых иногда платок был аксессуаром, но в большинстве случаев она появлялась на приёмах с непокрытой головой.

### Первый брак

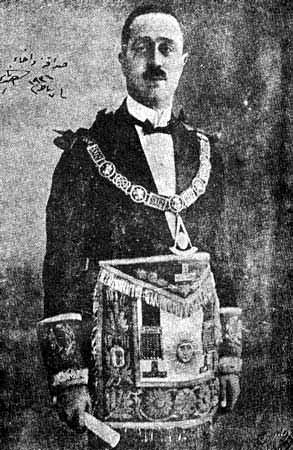
Первый супруг Айше-султан Ахмед Наби-бей

Когда Абдул-Хамида низложили в 1909 году, Айше было 22 года и она была обручена. Так она описывает помолвку с Ахмедом Нами-беем: «Моя помолвка состоялась во время последнего пребывания на посту великого визиря Камиля-паши (1908). Отец приносил многочисленные фотографии, но я по совету Джеват-бея выбрала Ахмеда Нами. Мы обручились. Во время последнего приёма по случаю кандиля [исламского праздника] он получил аудиенцию у отца и поцеловал ему руку. На следующий день о нашей помолвке объявили газеты». Ахмед Нами был видным бейрутским деятелем и хорошей партией для дочери султана. В изгнание на виллу Аллатини в Салониках Айше сопровождала горячо любимого отца; помимо неё, согласно её воспоминаниям, в изгнание отправились её мать Мюшфика, икбал Абдул-Хамида Сазкар, Пейвесте, Песенд и Наджие, дети бывшего султана Шадие-султан, Рефия-султан, шехзаде Абдуррахим Хайри-эфенди и шехзаде Мехмед Абид-эфенди, а также некоторые калфы, гаремные аги и писари.
На следующий год, в 1910 году, Айше-султан вернулась в Стамбул вместе с сестрами Шадие и Рефиёй после того, как к правительству обратились женихи девушек. Помолвка с Ахмедом Нами не была расторгнута и с позволения султана Мехмеда V Решада она вышла за него замуж. Сакаоглу пишет, что никях был проведён шейх-уль-исламом Мусой Казым-эфенди во дворце Долмабахче в июне 1911 года в присутствии «представителя отца» Мехмеда V Решада. Однако Чагатай Улучай отмечает, что никях был проведён в день возвращения Айше в Стамбул; кроме того, он пишет, что в тот же день никях был проведён и для Рефии-султан.
Сакаоглу пишет, что на свадьбе, устроенной через два месяца в особняке Бебек, дворцовый протокол не соблюдался, кроме того, никаких «официальных» заявлений сделано не было. Улучай отмечает, что расходы на свадьбу были оплачены из казны, но, поскольку Абдул-Хамид пребывал в изгнании, церемония была проведена в частном порядке. Супруги проживали в Бебеке и в особняке в Нишанташи. В этом браке родилось трое детей: султанзаде Омер Нами-эфенди (1912), Алие Ханым-султан (1913) и султанзаде Осман Нами-эфенди (1918). После путешествия по Европе Айше-султан и Ахмед Нами-бей развелись в 1921 году.

### Второй брак и изгнание

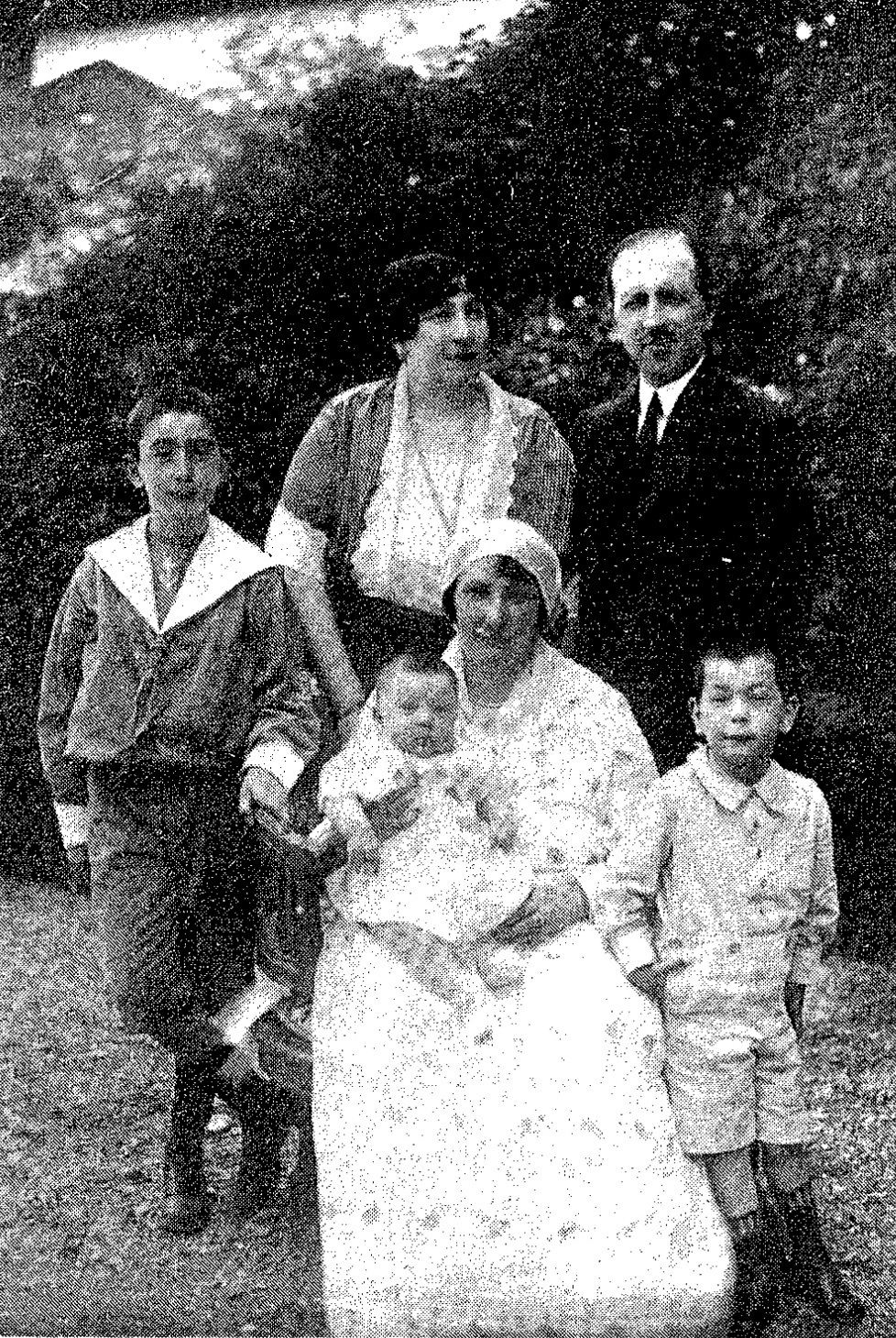
Айше с матерью, вторым мужем и сыновьями

Сакаоглу пишет, что причиной развода с первым мужем считается тот факт, что Айше-султан на одном из приёмов положила глаз на подполковника Мехмеда Али-бея — сына одного из приближенных Мехмеда VI Вахидеддина, его личного секретаря Рауфа-паши. Мехмед Али-бей был женат, у него были дети и, согласно традиции, ему пришлось развестись с женой. Младший сын Мехмеда Али и его первой жены Ферид в 1986 году рассказывал Недждету Сакаоглу, как в ночь развода любившие друг друга отец и мать часами рыдали, а он, будучи ещё в том возрасте, когда понять данные события не мог, тоже плакал вместе с ними. Никях Айше-султан и Мехмед Али-бея был проведён 3 апреля 1921 года во дворце Йылдыз. В этом браке в 1922 году родился их единственный совместный ребенок — султанзаде Абдулхамид Рауф-бей.
После упразднения султаната был издан «Закон № 431» от 3 марта 1924 года, по которому все прямые члены династии попали в списки принудительной депортации. Айше с мужем и детьми переехала в Париж. В мемуарах она писала, что каждому дали в дорогу по тысяче лир, а деньги от проданной мебели могли покрыть только расходы на первое время. Мать Айше Мюшфика осталась в Стамбуле. Айше с семьёй планировала снять небольшое жильё в округе Версаля и растить детей там, однако в 1937 году умер её супруг Мехмед Али-бей и этим планам не суждёно было сбыться. Айше так писала о смерти супруга: «К сожалению, первым умершим в Париже представителем Династии, ушедшим под гнётом тоски по Родине, стал мой дорогой муж». В организации похорон активную поддержку оказывал марокканский визирь Бен Габрит. Айше-султан писала, что обратилась к французскому правительству за разрешением похоронить мужа на кладбище в Бобиньи, выделенном для марокканских мусульман; первым похороненным в турецкой части кладбища стал Мехмед Али-бей.
Айше осталась вдовой в 50 лет и третье замужество не планировала. Она рассказывала, что во времена Второй мировой войны они питались, чем придётся: благодаря мастерству каллиграфии она писала таблички и тугры, а сын Осман продавал их, но этого для проживания не хватало, поэтому ей пришлось продать ценную коллекцию марок за 1 миллион франков, и только так они смогли спастись от полного безденежья. В 1950 году женщинам Династии позволили вернуться в Турцию. Айше вернулась в Стамбул в 1952 году и приняла гражданство Турецкой республики, вписав в документы своё имя как Айше Османоглу. Она поселилась в особняке в Серенджебее, где жила её мать Мюшфика, принявшая фамилию Кайысой. Айше-султан умерла 10 августа 1960 года в возрасте 73 лёт и была похоронена в тюрбе на территории дергяха (дервишского конвента) Яхьи-эфенди. Мать Айше-султан пережила её чуть меньше, чем на год и была похоронена рядом с дочерью.

## Мемуары
После возвращения в Турцию Айше стала писать мемуары о жизни султанской семьи, основываясь на собственных воспоминаниях и воспоминаниях матери. Мемуары были завершены в 1955 году и впервые они были опубликованы в виде серии в первых номерах популярного турецкого журнала «Хаят» в конце 1950-х; серия представляла собой публикацию коротких глав с пояснениями, при этом иногда главы шли не в хронологическом порядке. Затем воспоминания публиковались в иных изданиях с фотографиями из личного архива султанши. В то время такие обширные и искренние воспоминания Айше вызвали живой интерес общества. В 1960 году от издательства Selçuk Yayınları Айше поступило предложение о публикации мемуаров в виде цельной книги и она решила назвать её «Мой отец — султан Абдулхамид» (тур. Babam Sultan Abdülhamid). В книге Айше высказывала свою точку зрения об Абдул-Хамиде как об отце и просто человеке; поскольку личная жизнь султанов традиционно являлась тайной для широкой публики, книга Айше стала основным источником информации о личной жизни и семье её отца. Это практически документальные сведения о дворцовой жизни, проливали свет и на некоторые политические события.
Сыновья Айше Омер Нами и Осман Нами организовали переиздание книги в 1984 году. В предисловии, написанном сыновьями к третьему изданию, значится следующее: «Наша мать сохраняла ясность ума до последних своих дней. Мемуары, которые она начала писать в доме в Бешикташе, на спуске Серенджебей, где она жила со своей матерью Мюшфикой Кадын-эфенди, она закончила довольно быстро. Черновики, написанные старым алфавитом, мы храним в нашей библиотеке». Современное местонахождение оригинального текста мемуаров неизвестно и Сакаоглу отмечает, что неизвестно, насколько соответствует оригиналу текст выпущенной книги.

## Комментарии
1. ↑  Турецкий историк Чагатай Улучай пишет, что после рождения Айше Абдул-Хамид объявил Дилесрар-калфе: «Моя дочь вверена тебе»[2].